# Bistum Cuddapah
Das Bistum Cuddapah (lat.: Dioecesis Cuddapahensis) ist eine in Indien gelegene römisch-katholische Diözese mit Sitz in Kadapa (Cuddapah).

## Geschichte
Das Bistum Cuddapah wurde am 19. Oktober 1976 durch Papst Paul VI. mit der Apostolischen Konstitution Quoniam ad recte aus Gebietsabtretungen des Bistums Nellore errichtet und dem Erzbistum Hyderabad als Suffraganbistum unterstellt.

## Territorium
Das Bistum Cuddapah umfasst die Distrikte Chittoor und Kadapa im Bundesstaat Andhra Pradesh.

## Bischöfe von Cuddapah
- Abraham Aruliah Somavarapa, 1976–1998
- Prakash Mallavarapu, 1998–2002, dann Bischof von Vijayawada
- Doraboina Moses Prakasam, 2002–2006, dann Bischof von Nellore
- Prasad Gallela, 2008–2018
- Paul Prakash Saginala, seit 2025